# قرية السعادة
قرية السعادة (بالإنجليزية: The Berenstain Bears) مسلسل رسوم متحركة كندي أمريكي عرض لأول مره في 6 يناير 2003 واستمر عرضه حتى 28 سبتمبر 2004 . تمت دبلجة المسلسل للغة العربية.

## روابط خارجية
- قرية السعادة على موقع IMDb (الإنجليزية)
- قرية السعادة على موقع كينوبويسك (الروسية)
- قرية السعادة على موقع قاعدة بيانات الفيلم (الإنجليزية)